# Hear my plea

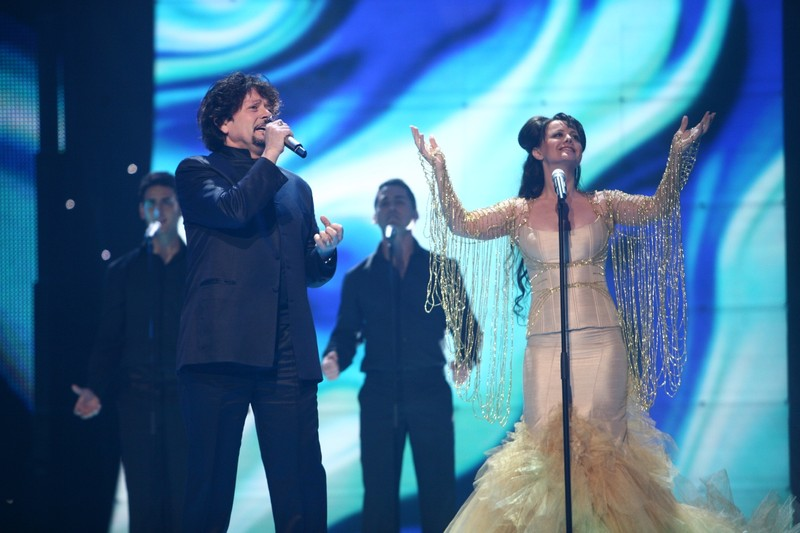
Frederik Ndoci en la Semifinal del Festival de la Canción de Eurovisión 2007.

«Hear my plea» (en español: Escucha mi súplica) fue la canción albanesa en el Festival de la Canción de Eurovisión 2007, interpretada en inglés (aunque la versión en vivo tenía parte de la letra en albanés) por Frederik Ndoci.
La canción es una balada romántica, con Ndoci rogándole a un poder más grande que le regrese su amor. Usa metáforas dramáticas para representar sus sentimientos.

Originalmente llamada Balada e gurit (Balada de piedra), era dirigida directamente a Dios y no a una entidad sin nombre. La canción ganó el Festivali I Këngës con Frederik y su esposa Aida como corista. En el proceso de acortar la canción a los tres minutos obligatorios para el festival y traducir la letra al inglés, el rol de Aida fue reducido.

Sin embargo, en el concurso, Ndoci interpretó el primer coro en albanés.

Como Albania no había terminado en el Top Ten en el festival anterior, la canción tuvo que pasar por la semifinal. Ahí fue presentada en 11.ª posición (después de Edsilia Rombley de los Países Bajos con "On top of the world" y antes de DQ de Dinamarca con "Drama Queen"). Al cierre de la votación, recibió 40 puntos ubicándose en número 17 de 28 (el peor resultado de Albania a la fecha) requiriendo por tanto que Albania clasifique desde la semifinal en su siguiente aparición.